# Bougoula (Kankalaba)
Pour les articles homonymes, voir Bougoula.
Bougoula est une commune rurale située dans le département de Kankalaba de la province de Léraba dans la région des Cascades au Burkina Faso.

## Éducation et santé
La commune accueille un centre de santé et de promotion sociale (CSPS).